# Enarmoniodes
Enarmoniodes là một chi bướm đêm thuộc phân họ Olethreutinae trong họ Tortricidae.

## Các loài
- Enarmoniodes furcula Kuznetzov, 1973
- Enarmoniodes mirabilis Ghesquire, 1940
- Enarmoniodes praetextana (Walsingham, 1897)